# Chapelle Saint-Étienne de Barcugnas
La chapelle Saint-Étienne de Barcugnas est un édifice religieux catholique situé sur la commune de Bagnères-de-Luchon, dans le département français de la Haute-Garonne en région Occitanie.

## Présentation
La chapelle date du XIIe siècle, son portail roman est inscrit à l'inventaire des monuments historiques depuis 1931,.

## Historique
Au XVIe siècle est aménagée la décoration intérieure.
Au XVIIe siècle, la tribune est édifiée et un nouveau retable fut acheté.
Au XIXe siècle, la commune restaure le clocher et met en place une horloge.

## Description

### Intérieur
Des tableaux du chemin de croix sont placés sur les murs et la tribune.
Les murs de la chapelle sont peints avec des motifs représentant : une croix, une ancre marine (symbole de la foi) et le Sacré-Cœur de Jésus.
Sur les murs de la nef sont placés deux tableaux de la Vierge à l'Enfant et du martyre de saint Étienne.
Sur l'abside est placé un tableau de la crucifixion de Jésus.
Sur la voûte du chœur est représenté le Sacré-Cœur de Jésus.
À droite et à gauche du chœur sont placés deux tableaux représentant saint Jean l'évangéliste et saint Pierre.

#### Mobilier
Sont classés au titre objet des monuments historiques :
- Une statue de la Vierge à l'Enfant en bois de chêne doré datant du XVIe siècle[3],[4].

Sont inscrits à l'inventaire des monuments historiques :
- Une statue de saint Étienne en bois et doré[5] datant du XIXe siècle, elle est aujourd'hui conservé dans l'église Notre-Dame-de-l'Assomption[6].
- Une statue de saint Étienne en bois et peint[7] datant du XVe siècle, elle est aujourd'hui conservé dans l'église Notre-Dame-de-l'Assomption[8].

- Une statue de la Vierge à l'Enfant en bois doré[9] datant du XVIIe siècle[2] ou XVIIIe siècle, elle est aujourd'hui conservé dans l'église Notre-Dame-de-l'Assomption[10].

## Galerie

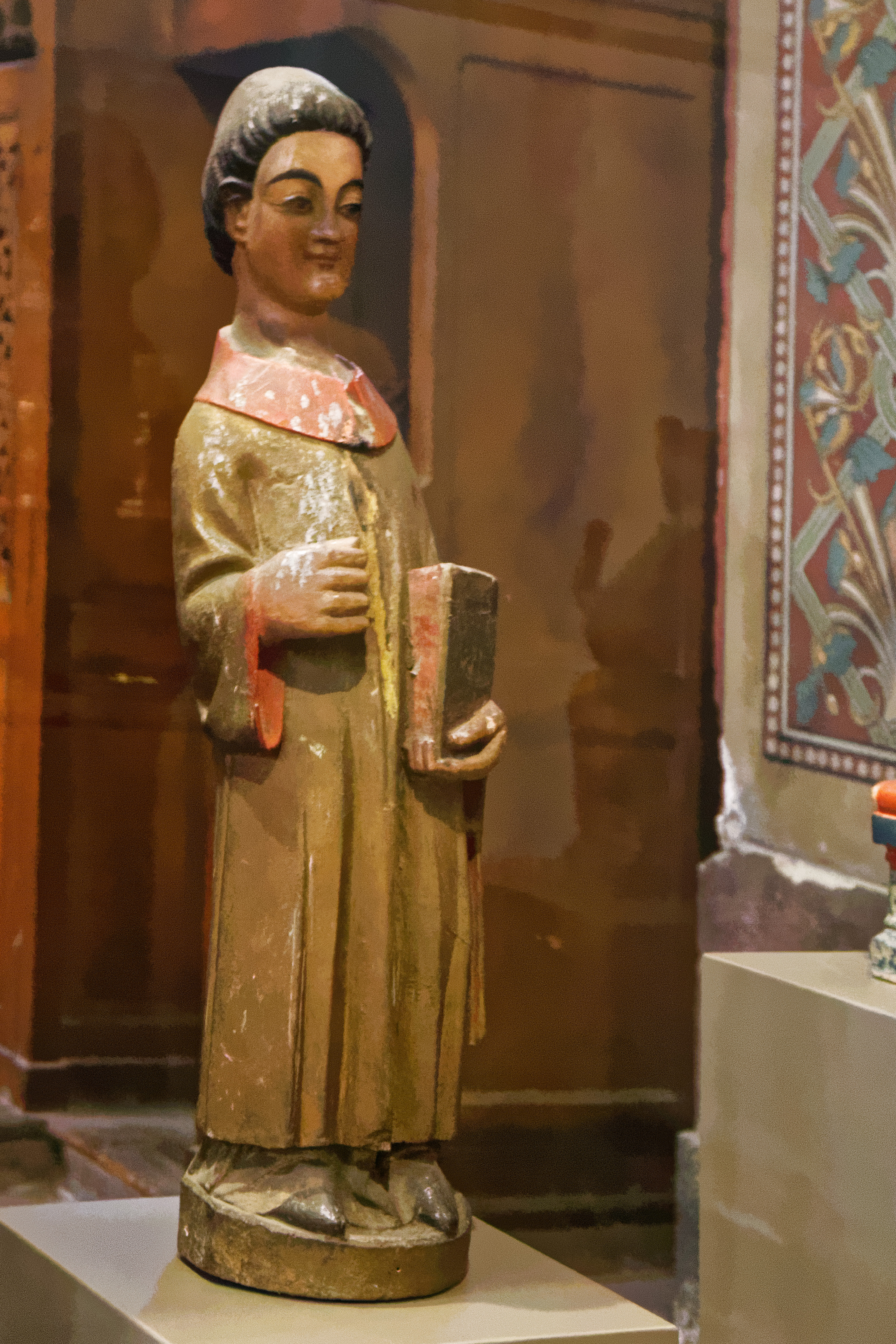
Statue de saint Étienne en bois et peint[7] datant du XVe siècle
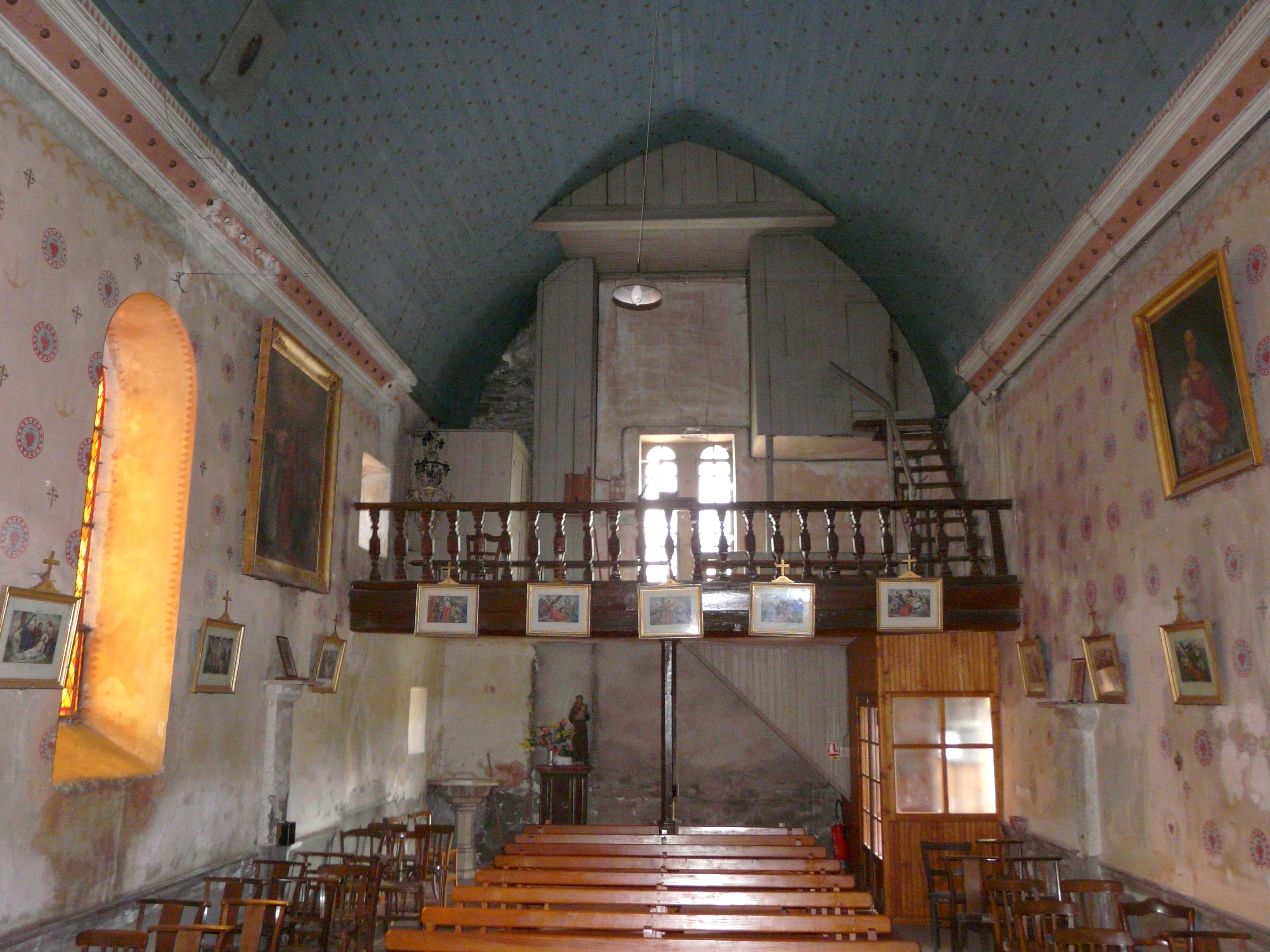
Partie arrière de la nef
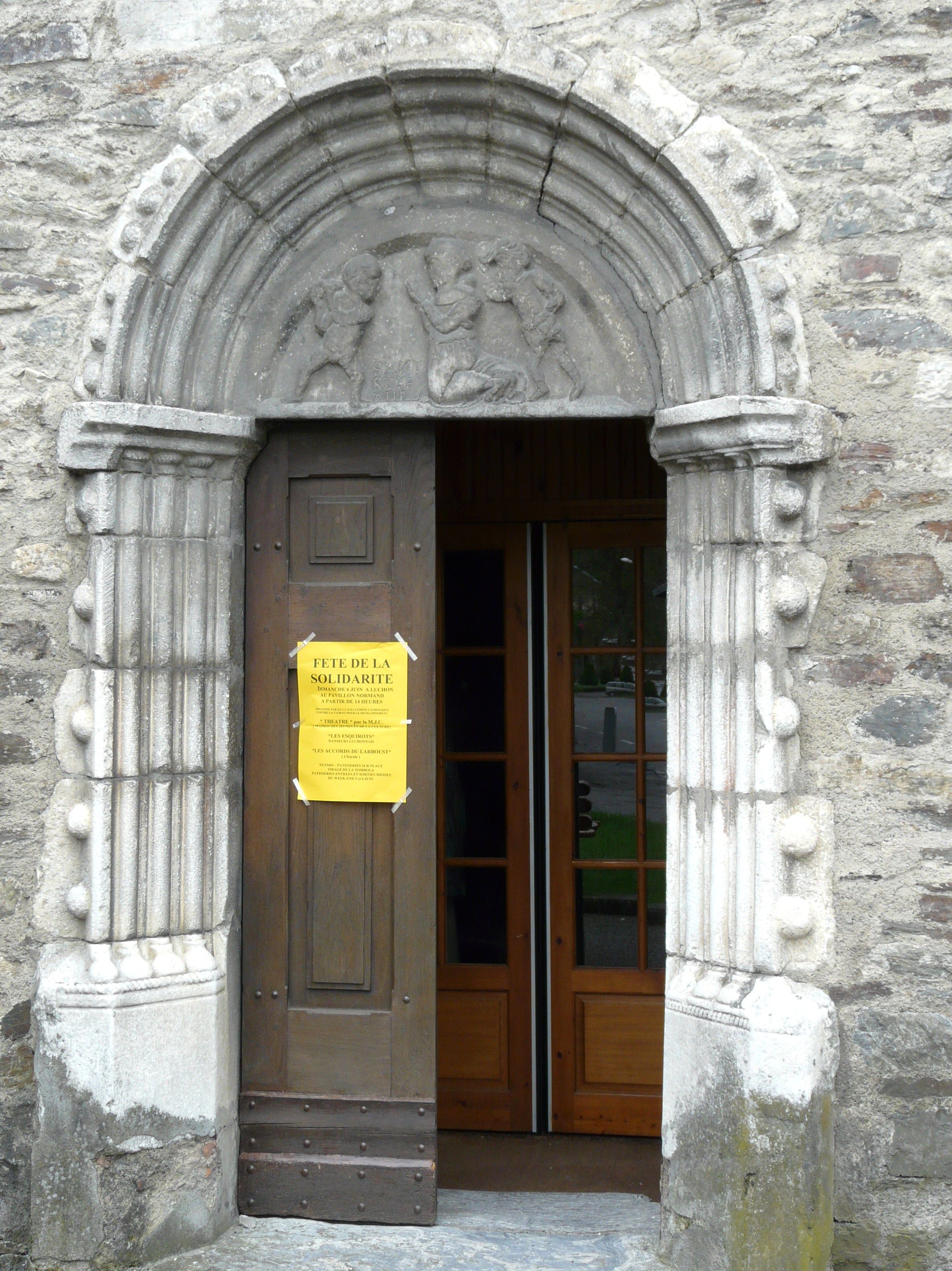
Le portail